# Крячковка
Крячковка (укр. Крячківка) — село,
Березоворудский сельский совет,
Пирятинский район,
Полтавская область,
Украина.
Код КОАТУУ — 5323880705. Население по переписи 2001 года составляло 470 человек.
Село указано на специальной карте Западной части России Шуберта 1826-1840 годов 
В Полтавском облархиве имеются документы Покровской церкви за 1816-1913 годы

## Географическое положение
Село Крячковка находится на правом берегу реки Перевод,
выше по течению на расстоянии в 3,5 км расположено село Берёзовая Рудка,
ниже по течению на расстоянии в 6 км расположено село Сасиновка,
на противоположном берегу — село Червоное.
Вокруг села и вдоль русла реки проведено много ирригационных каналов.

## Экономика
- Молочно-товарная ферма.
- ООО «Свитанок».

## Объекты социальной сферы
- Клуб.

## Известные люди
- Фёдор Кондратьевич Волков (1847—1918) — российский и украинский антрополог, этнограф, археолог, общественный деятель. Родился в Крячковке.

## Галерея
- Центральный дом имения семьи Липских (кон. 19 века). В настоящее время — дет.сад и школа
- Центральный дом имения семьи Липских
- Церковь в селе
- Памятник односельчанам, погибшим в Великой Отечественной войне
- Памятник русскому писателю Максиму Горькому